# Couvin
Couvin (valonă Andene) este un oraș francofon din regiunea Valonia din Belgia. Comuna Couvin este formată din localitățile Couvin, Aublain, Boussu-en-Fagnes, Le Brûly, Brûly-de-Pesche, Cul-des-Sarts, Dailly, Frasnes-lez-Couvin, Gonrieux, Mariembourg, Pesche, Petigny, Petite-Chapelle și Presgaux. Suprafața sa totală este de 206,93 km². La 1 ianuarie 2008 comuna avea o populație totală de 13.576 locuitori. 
Comuna Couvin se învecinează cu comunele belgiene Froidchapelle, Cerfontaine, Philippeville, Chimay și Viroinval și cu o serie de comune franceze din cantoanele Rocroi și Revin, din departamentul Ardennes.

## Localități înfrățite
- Franța: Montbard.